# Italia en los Juegos Olímpicos de Amberes 1920
Italia estuvo representada en los Juegos Olímpicos de Amberes 1920 por un total de 174 deportistas que compitieron en 18 deportes.  
El portador de la bandera en la ceremonia de apertura fue el esgrimista Nedo Nadi.

## Medallistas
El equipo olímpico italiano obtuvo las siguientes medallas:
| Nombre | Deporte            | Competición                  |
| --- | ------------------ | ---------------------------- |
| Oro |                    |                              |
| Ugo Frigerio | Atletismo          | 3 km marcha M                |
| Ugo Frigerio | Atletismo          | 10 km marcha M               |
| Arnaldo Carli Ruggero Ferrario Franco Giorgetti Primo Magnani                                                                                           | Ciclismo en pista  | Persecución por eqs. M       |
| Nedo Nadi | Esgrima            | Florete ind. M               |
| Nedo Nadi | Esgrima            | Sable ind. M                 |
| Baldo Baldi Tommaso Costantino Aldo Nadi Nedo Nadi Abelardo Olivier Oreste Puliti Pietro Speciale Rodolfo Terlizzi                                      | Esgrima            | Florete por eqs. M           |
| Antonio Allocchio Tullio Bozza Giovanni Canova Tommaso Costantino Andrea Marrazzi Aldo Nadi Nedo Nadi Abelardo Olivier Paolo Thaon di Revel Dino Urbani | Esgrima            | Espada por eqs. M            |
| Baldo Baldi Federico Cesarano Francesco Gargano Aldo Nadi Nedo Nadi Oreste Puliti Giorgio Santelli Dino Urbani                                          | Esgrima            | Sable por eqs. M             |
| Giorgio Zampori | Gimnasia artística | Concurso completo ind. M     |
| Equipo | Gimnasia artística | Concurso completo por eqs. M |
| Filippo Bottino | Halterofilia       | +82,5 kg M                   |
| Tommaso Lequio di Assaba (Trebecco) | Hípica             | Saltos ind.                  |
| Ercole Olgeni Giovanni Scatturin Guido De Filip | Remo               | Dos con timonel (M2+) M      |
| Plata |                    |                              |
| Aldo Nadi | Esgrima            | Sable ind. M                 |
| Pietro Bianchi | Halterofilia       | 75 kg M                      |
| Alessandro Valerio (Cento) | Hípica             | Saltos ind.                  |
| Ettore Caffaratti (Caniche) Garibaldi Spighi (Otello) Giulio Cacciandra (Facetto) Carlo Asinari (Savari)                                                | Hípica             | Concurso completo por eqs.   |
| Pietro Annoni Erminio Dones | Remo               | Doble scull (M2x) M          |
| Bronce |                    |                              |
| Ernesto Ambrosini | Atletismo          | 3000 m obstáculos M          |
| Valerio Arri | Atletismo          | Maratón M                    |
| Edoardo Garzena | Boxeo              | Pluma (57,2) M               |
| Ettore Caffaratti (Traditore) Alessandro Alvisi (Raggio di Sole) Giulio Cacciandra (Fortunello) Carlo Asinari (Varone)                                  | Hípica             | Saltos por eqs.              |
| Ettore Caffaratti (Caniche) | Hípica             | Concurso completo ind.       |